# 3604-es mellékút (Magyarország)
A 3604-es közút 8,8 kilométer hosszú összekötő út Borsod-Abaúj-Zemplén vármegyében, Miskolc és Kistokaj között, Szirma érintésével. A 2019-es évben évi átlagos napi forgalma a miskolci szakaszán 7398 jármű/nap, a szirmai és kistokaji szakaszán pedig 1721 jármű/nap volt.
A mellékút átvezet a MÁV Hatvan–Miskolc–Szerencs–Sátoraljaújhely-vasútvonalon és a Miskolc–Bánréve–Ózd-vasútvonalhoz vezető deltavágányán is a Vörösmarty Mihály és a Kisfaludy Károly utcai felüljárókon. A felüljárókat 2020 őszén kezdték el bontani, hogy helyükre épülhessen az új Y-híd, ami összeköttetést biztosít a 3-as főút és a Tiszai pályaudvar között. A hidat 2022. december 12.-én 16 órakot adták át.